# Richard Purcell
Richard Purcell (pseudonymes : Philipp Corbutt, Charles Corbutt ; ca. 1736 - ca. 1766) est un graveur irlandais, spécialiste de la manière noire.

## Biographie

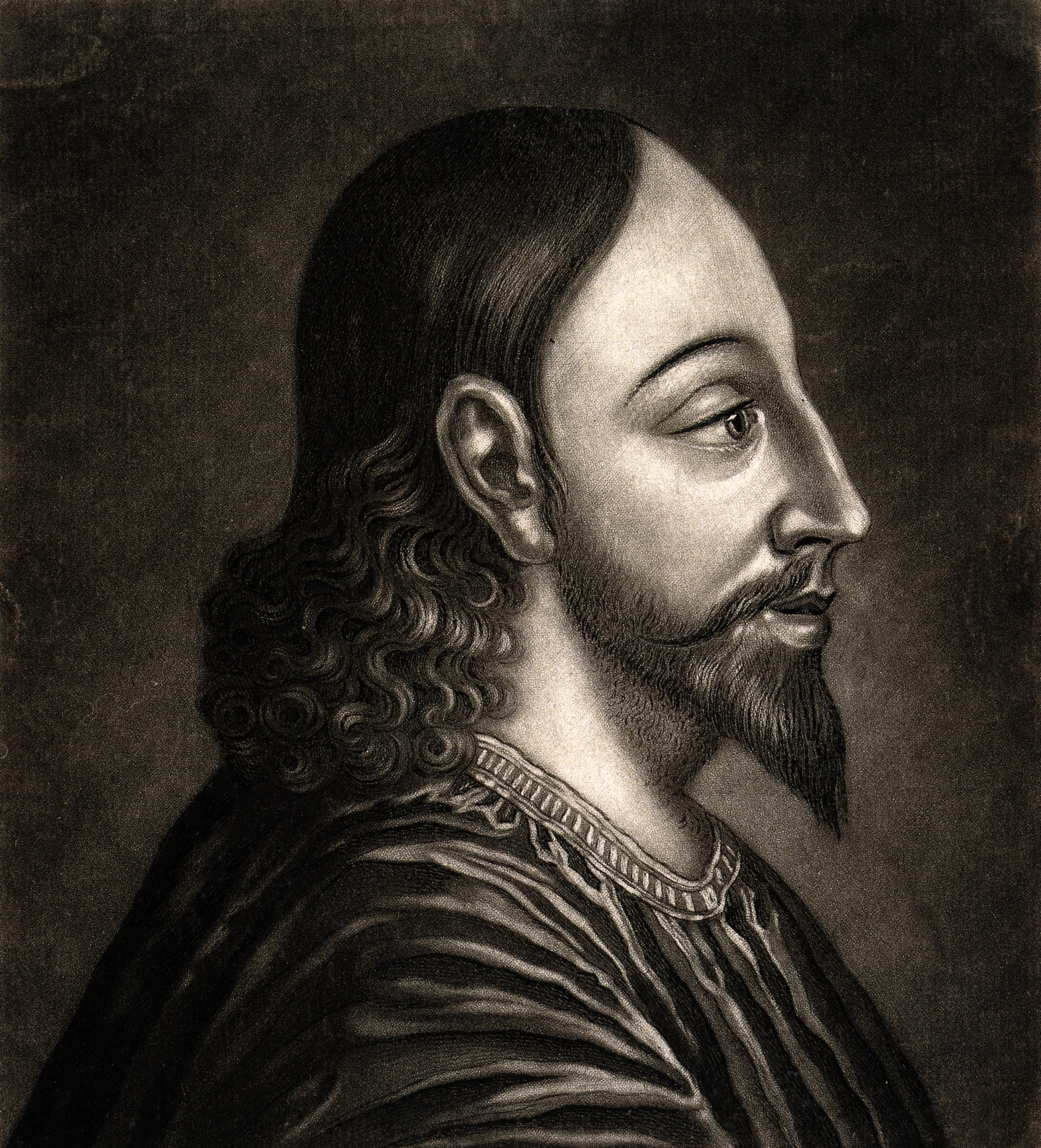
Le Christ, gravure à la manière noire de Purcell.

Richard Purcell est né à Dublin vers 1736.
Il y étudie et a John Brooks comme professeur. Il travaille d'abord dans sa ville natale comme graveur, réalisant des gravures de reproduction.
Il s'installe vers 1755 à Londres, où il retrouve son professeur et d'autres graveurs irlandais. Il gagne péniblement sa vie en gravant d'après des œuvres de notamment Joshua Reynolds, George Romney, Thomas Frye et surtout Rembrandt. Il n'arrive cependant pas à s'établir comme graveur indépendant.
Il aurait eu des problèmes juridiques pour avoir fait des copies illégales de gravures à la manière noire, ce qui expliquerait ses différents pseudonymes.
Richard Purcell meurt pauvre à Londres vers 1766.